# Edward C. Prescott
Edward Christian Prescott (ur. 26 grudnia 1940 w Glens Falls, zm. 6 listopada 2022) – amerykański ekonomista, profesor ekonomii na Australijskim Uniwersytecie Narodowym, laureat Nagrody Banku Szwecji im. Alfreda Nobla w dziedzinie ekonomii w 2004 roku.

## Życiorys
Był profesorem Uniwersytetu Stanu Arizona w Tempe i doradcą w Banku Rezerwy Federalnej w Minneapolis w stanie Minnesota.
Wraz z Norwegiem Finnem Kydlandem (z którym łączy go wieloletnia współpraca) w 1982 roku opublikował model realnych cykli koniunkturalnych (tzw. RBC) uwzględniający realne szoki technologiczne. W 2004 wraz z Kydlandem zostali uhonorowani Nagrodą Banku Szwecji im. Alfreda Nobla w dziedzinie ekonomii za wkład do teorii makroekonomii, polegający na wyjaśnieniu roli spójności czasowej w prowadzeniu polityki gospodarczej (w szczególności polityki monetarnej) oraz wyjaśnienie jakie czynniki stanowią siłę napędową cykli koniunkturalnych.
W 2002 roku został wyróżniony Nagrodą Nemmersa.
8 października 2018 roku otrzymał tytuł doktora honoris causa Akademii Leona Koźmińskiego.

## Wybrane publikacje
Finn E. Kydland, Edward Prescott. Time to Build and Aggregate Fluctuations. „Econometrica”. 50 (6), s. 1345–1370, 1982. [dostęp 2015-09-08].